# Janne Bergström
Johannes "Janne" Bergström, född 16 augusti 1851 i Persberg, Färnebo socken, död 5 juli 1940 i Filipstad, var en svensk vattenkraftsbyggare. Han var son till Olof Bergström.
Janne Bergström utexaminerades från Tekniska elementarskolan i Örebro 1870 och var under de följande åren verksam som ingenjör vid Ädelfors gruvfält och vid gruvfält i Finland samt var gruvförvaltare vid Silkesbergs gruvfält. 1879-1895 var han ingenjör vid Leufsta, Karlholm och Tobo bruk. Vid Leufsta och Tobo byggde han om alla vallon- och lancashiresmedjor. Senare verkade han som konsulterande ingenjör i Falun. Särskilt ägnade sig Bergström åt att bygga sulfitfabriker och kraftstationer. Bland annat lät han uppföra sulfitfabrikerna i Skutskär, Köpmanholmen, Bergvik och Örviken och de flesta av Uddeholmsverkens kraftstationer. Han ansågs på sin tid vara en av Sveriges främsta vattenkraftsbyggare.